# 箱石シツイ
箱石 シツイ（はこいし シツイ、1916年〈大正5年〉11月10日 - ）は、日本の理容師。存命人物のうち世界最高齢の理容師としてギネス世界記録に認定されている。栃木県那須郡大内村（現在の那珂川町）谷川出身。旧姓・斎藤。

## 来歴

### 誕生から結婚まで
農家を営む斎藤政治・キイのもと、五人兄弟の四番目の子として生まれる。幼少時、親兄弟からはシズエと呼ばれていたが、訛りの為か戸籍上シツイとして受理されていた。
1923年9月1日、関東大震災が発生し、当時大内村の自宅でひとり遊んでいたシツイも、地割れが発生しにくいという竹藪に避難した。庭や畑にひび割れが出来ている光景を覚えているという。
1929年からの2年間、祖父の散財で嵩んだ借金返済のため村長宅へ奉公に出た。村長宅では掃除や洗濯などの家事を行っていた。
奉公が明けた1931年に上京し、東京府東京市南葛飾郡吾嬬町（現在の東京都墨田区）にあった「昭子理容院」で理容師見習いとなった。
その後、亀戸の「理容ライオン」に移籍し、1936年に理容師試験に合格を果たした。理容師免許取得後は亀戸の「オリオン理容所」、銀座の「ダンディ」、四谷見附の「ライト」と様々な店を渡り歩き技術を磨いていった。
その後、「ライト」の常連客の女性から出張調髪を依頼され、何度か出張をしているうちに女性の甥である、二歳年上の理容師・箱石二郎を紹介され、1939年に結婚をした。
二郎は1914年5月10日に士族・箱石朝政の子として生まれ、身長178cmと当時としてはかなりの長身であったという。

### 開業から終戦直後まで
1939年、淀橋区（現在の新宿区）下落合に新居兼理髪店「ヒカリ」を開業した。この「ヒカリ」という店名は「ライト」で勤務していたことに由来する。1940年、長女・充子が誕生するが、一歳時にはしかと肺炎を併発し、重度の脳性麻痺となる。1943年、長男・英政が誕生する。
1944年7月17日、夫・二郎に召集令状が届き、翌日18日に千葉・柏の東部38部隊に入隊することなった。当日、見送りの人々が集まったが敗戦が濃厚で軍歌を歌ったり万歳をすることはなかったという。時間になっても二郎が現れず、シツイが様子を見に行くと自宅の二階で充子と英政を抱きしめ泣いていたという。
1944年12月、故郷の大内村へ疎開した。1945年3月10日の東京大空襲で下落合の自宅が焼失する。同年8月19日に二郎が満州国の虎頭で戦死した。終戦から4日後のことであった。
疎開後は、葉たばこの乾燥場の土間に簡易理髪店を作り、疎開児童や近くの農家の人々の調髪を行った。
終戦から8年後の1953年に二郎が戦死したという報せが届き、生きる気力を失い一家心中を試みるも、英政が親戚の家に駆け込み未遂に終わった。
1953年8月13日、購入した古家を改装し「理容ハコイシ」を開業する。東京で最新の技術を学んだ東下りの店として大繁盛した。

### 二度目の大震災から聖火ランナーに
2011年3月11日、東日本大震災が発生した。関東大震災とあわせて2度の大震災を経験した。あまりの怖さにしばらくの間、近くに住む姪・斎藤あさとお互いの家を泊まり合った。
2019年1月まで60年近く一人暮らしをしていたが、シツイの入院をきっかけに英政夫婦が那珂川町に帰り同居を始める。。同年9月8日にはとちぎ市民活動推進センターで初めての講演会を行う。
2019年夏、自宅に那珂川町の職員が訪れ2020年東京オリンピックの聖火ランナーの応募を打診されるが断っていた。その数日後、自宅に那珂川町長・福島泰夫が訪れたことにより応募を決意し、聖火ランナーに選ばれる。
しかし、新型コロナウイルス感染症（COVID-19）の世界的流行を受け、オリンピック開催が1年延期となる。その間も、トーチと同じ重さの棒を掲げて1000歩まで歩いたり
、自宅と生家である姪の家を往復するトレーニングを1日も休まず続けた。
2021年3月28日、雨天のなか伴走者の英政とともに聖火リレーを成し遂げる。この大会での最高齢・104歳のランナーであった。翌29日、聖火リレーの応援にも駆けつけていた姪・斎藤あさが脳内出血で亡くなる。これまで悲しいことがあっても泣かなかったというシツイが、声を上げて泣いたという。

### 世界最高齢の現役理容師に
2024年1月7日、LongeviQuestから世界最高齢・107歳の現役理容師として認定される。認定当時、月5人程の散髪を行っていた。
更に2025年3月5日、ギネス世界記録から世界最高齢・108歳115日の現役女性理容師として認定された。
ギネス世界記録認定前の2024年12月から特別養護老人ホームに入所しているが、理容室の予約があれば店に戻ってきているという。

## 家族
長女・充子は、脳性麻痺を抱えながらも自立することを目標に定め、20歳から11年間授産所で住み込みで働いた。退所後全国青い芝の会の活動をはじめ、活動が忙しくなると宇都宮大学の寮や青い芝の会の会長宅に宿泊するようになった。48歳になると栃木県で初めて重度障害者として自立生活を始め、支援を受けながら一人暮らしをしている。2005年、障害者の自立生活を支援するNPO法人「自立生活センターとちぎ」の創立をした。その後、自身とボランティアの交流を綴った「充子さんの雑記帳 永遠の18歳とそれを支えた400人のボランティア記録」を出版している。
長男・英政は、早稲田大学に通いながら日本美容専門学校にも通い、ダブルスクール生活を行っていた。その為、美容師の資格を所持しており、母・シツイのカットを行っているという。また、自ら開発した煎じ茶「畔野果」の販売や、自らと母・シツイの半生を記した「105歳の聖火ランナー 母と私の二人三脚」を出版している。

## 著書
- 108歳の現役理容師おばあちゃん ごきげん暮らしの知恵袋（2024年11月11日、宝島社）ISBN 978-4-29905-779-2